# Accelerazione di gravità
L'accelerazione di gravità o accelerazione gravitazionale è l'accelerazione che un corpo o punto materiale subisce quando è lasciato libero di muoversi in caduta libera in un campo gravitazionale. Si può misurare sperimentalmente con esperimenti che coinvolgono la caduta dei gravi, come il pendolo semplice, la rotaia a cuscino d'aria o il pendolo di Kater , trascurando la resistenza dell'aria, oppure derivare dai valori dei parametri che compaiono in leggi fisiche più generali, come la legge di gravitazione universale.

## Valore utilizzato
Il campo gravitazionale terrestre, come ogni campo gravitazionale, ha raggio d'azione infinito, ma di intensità decrescente fino a essere trascurabile. Il valore convenzionale fissato per questo parametro è un valore medio tra l'accelerazione di gravità presente al livello del mare a una latitudine di 45,5°, che nelle unità di misura del Sistema Internazionale risulta pari a:
{\displaystyle g_{n}=9,80665\,\mathrm {m\cdot s^{-2}} }
Il valore dell'accelerazione di gravità sulla superficie terrestre in effetti varia molto leggermente attorno al valore {\displaystyle \mathbf {g} _{n}} a seconda del luogo. In particolare è influenzato dalla latitudine e dall'altitudine, ma viene influenzato per esempio anche dal tipo di rocce sottostanti, per fare un esempio all'equatore la gravità si attesa attorno a 9,780 m/s2, mentre ai poli si attesta a circa 9,832 m/s2
Questa scelta sul valore della costante è rimasta invariata dalla terza Conférence générale des poids et mesures nel 1901. Il valore standard di cui sopra è indicato con {\displaystyle \mathbf {g} _{n}} o {\displaystyle \mathbf {g} _{0}}, talvolta anche con {\displaystyle \mathbf {g} _{\oplus }}, e viene spesso impropriamente riportato tra le costanti fisiche, per quanto sia più propriamente una costante tecnica, o costante definita (in inglese: defined constant).
Il simbolo deve essere scritto con {\displaystyle \mathbf {g} } minuscolo per distinguerlo dalla costante gravitazionale {\displaystyle G} che compare nell'equazione di Newton. Quando si valuta per esempio l'effetto di accelerazioni importanti su persone e strutture, per esempio nei terremoti, è un'ottima consuetudine rapportare il valore ottenuto con questo valore standard esatto.
Il vettore dell'accelerazione di gravità terrestre ha sempre la direzione verticale ed è orientato verso il centro della Terra e questa proprietà viene sfruttata per il calcolo del geoide.

## Calcolo deduttivo

Caduta di un grave

In fisica il valore di g è deducibile come un caso particolare dalla legge della gravitazione universale:
{\displaystyle \mathbf {F} =-G{\frac {m_{1}m_{2}}{r^{2}}}{\hat {\mathbf {r} }}=\left(-G{\frac {m_{1}}{r^{2}}}{\hat {\mathbf {r} }}\right)m_{2}=m_{2}\mathbf {g} }
Inserendo i valori della costante di gravitazione universale {\displaystyle G}, della massa, e del raggio della Terra si ottiene infatti:
{\displaystyle |\mathbf {g} |=G{\frac {m_{1}}{r^{2}}}=\left(6{,}6742\times 10^{-11}\ \mathrm {m^{3}\cdot kg^{-1}\cdot s^{-2}} \right){\frac {5,9736\times 10^{24}\ \mathrm {kg} }{\left(6,37101\times 10^{6}\ \mathrm {m} \right)^{2}}}=9{,}822\ \mathrm {m\cdot s^{-2}} }
Questa è una buona approssimazione del valore medio dell'accelerazione di gravità {\displaystyle \mathbf {g} }, ma si vede subito che non è il valore che si è scelto come standard.

## Variazioni locali della gravità terrestre
L'effettiva accelerazione che la Terra produce su un corpo in caduta varia al variare del luogo in cui questa è misurata. Il valore dell'accelerazione aumenta con la latitudine per due ragioni:
- la rotazione della Terra, che produce una forza centrifuga che si oppone all'attrazione gravitazionale; questo effetto da solo fa sì che l'accelerazione di gravità sia 9,823 m·s−2 ai poli e 9,789 m·s−2 all'equatore, il valore convenzionale di {\displaystyle \mathbf {g} }, pari a 9,80665 m·s−2 di cui sopra, è una media di questi due valori;[12]
- lo schiacciamento della Terra ai poli, che allontana ulteriormente dal centro della Terra ogni corpo che si trova alle basse latitudini (presso l'equatore) facendo sì che la forza di gravità sia leggermente inferiore, essendo inversamente proporzionale al quadrato della distanza tra il corpo e il centro della Terra.[12]

La combinazione di questi due effetti rende il valore di {\displaystyle \mathbf {g} } misurato ai poli circa lo 0,5% più grande di quello misurato all'equatore. A queste si aggiungono, con rilevanza minore, variazioni dovute a:
- l'altitudine,[13] che incide sulla distanza dal centro della Terra;
- la rivoluzione della Luna attorno alla Terra e quella della Terra intorno al Sole, che causano variazioni periodiche locali;[12]
- ammassi locali di materiale più denso, come catene montuose, o meno, come l'acqua degli oceani, ma anche la composizione delle rocce comporta variazioni locali.[14]

Il valore di {\displaystyle \mathbf {g} } cui è sottoposto un corpo che si trova in aria ad altezza {\displaystyle h} sul livello del mare è calcolabile con la formula tecnica (che contiene cioè delle implicite unità di misura):
{\displaystyle g_{R}=9{,}7803184\left(1+A\;\mathrm {sin} ^{2}L-B\;\mathrm {sin} ^{2}2L\right)-3{,}086\times 10^{-6}h}
dove:
- {\displaystyle g_{R}} è l'accelerazione di gravità locale in m/s²;
- {\displaystyle A=0,0053024};
- {\displaystyle B=0,0000059};
- {\displaystyle L} è la latitudine;
- {\displaystyle h} è l'altezza sul livello del mare in metri.

L'ultimo termine, 3,086×10−6 h è una correzione dovuta all'altezza rispetto al livello del mare.
Se il corpo è sulla verticale della terraferma, viene aggiunta un'ulteriore correzione dovuta alla maggiore massa di un volume di terra rispetto all'acqua; tale maggiore massa può essere approssimata con una superficie orizzontale infinita dando luogo a un fattore di correzione (la correzione di Bouguer, si veda anomalia di Bouguer) pari a {\displaystyle 2\pi G} volte la massa per unità di area, ovvero 4,2×10−10 m3·s−2·kg−1.
La gravità al di sotto della superficie terrestre viene invece calcolata sottraendo dalla massa totale della Terra la massa del guscio esterno al punto di misurazione. La forza di gravità diminuisce progressivamente all'aumentare della profondità e al centro della Terra è zero perché l'intera massa del pianeta attira il corpo in tutte le direzioni attorno a esso.

### Gravità terrestre in Italia
Vista la necessità di avere valori accurati per bilance di precisione usate nel territorio Italiano sono presenti valori medi misurati per ogni provincia Italiana.
| Provincia     | Gravità in m/s2 | Provincia | Gravità in m/s2 | Provincia       | Gravità in m/s2 | Provincia     | Gravità in m/s2 |
| ------------- | --------------- | --------- | --------------- | --------------- | --------------- | ------------- | --------------- |
| Agrigento     | 9,79823         | Cremona   | 9,80511         | Messina         | 9,80082         | Roma          | 9,80352         |
| Alessandria   | 9,80496         | Crotone   | 9,80084         | Milano          | 9,80505         | Rovigo        | 9,80605         |
| Ancona        | 9,80402         | Cuneo     | 9,80264         | Modena          | 9,80416         | Salerno       | 9,80269         |
| Aosta         | 9,80375         | Enna      | 9,79571         | Napoli          | 9,80296         | Sassari       | 9,80184         |
| Arezzo        | 9,80389         | Ferrara   | 9,80447         | Novara          | 9,80471         | Savona        | 9,80559         |
| Ascoli Piceno | 9,80317         | Firenze   | 9,80483         | Nuoro           | 9,80027         | Siena         | 9,80380         |
| Asti          | 9,80471         | Foggia    | 9,80267         | Oristano        | 9,80172         | Siracusa      | 9,80034         |
| Avellino      | 9,80175         | Forlì     | 9,80435         | Padova          | 9,80652         | Sondrio       | 9,80534         |
| Bari          | 9,80324         | Frosinone | 9,80246         | Palermo         | 9,80054         | Taranto       | 9,80231         |
| Belluno       | 9,80562         | Genova    | 9,80559         | Parma           | 9,80427         | Teramo        | 9,80269         |
| Benevento     | 9,80247         | Gorizia   | 9,80636         | Pavia           | 9,80481         | Terni         | 9,80359         |
| Bergamo       | 9,80471         | Grosseto  | 9,80425         | Perugia         | 9,80314         | Torino        | 9,80577         |
| Biella        | 9,80437         | Imperia   | 9,80508         | Pesaro          | 9,80439         | Trapani       | 9,80052         |
| Bologna       | 9,80419         | Isernia   | 9,80161         | Pescara         | 9,80326         | Trento        | 9,80596         |
| Bolzano       | 9,80548         | L'Aquila  | 9,80129         | Piacenza        | 9,80459         | Treviso       | 9,80631         |
| Brescia       | 9,80456         | La Spezia | 9,80552         | Pisa            | 9,80513         | Trieste       | 9,80653         |
| Brindisi      | 9,80270         | Latina    | 9,80330         | Pistoia         | 9,80500         | Udine         | 9,80609         |
| Cagliari      | 9,80096         | Lecce     | 9,80247         | Pordenone       | 9,80629         | Varese        | 9,80451         |
| Caltanissetta | 9,79676         | Lecco     | 9,80519         | Potenza         | 9,79970         | Venezia       | 9,80631         |
| Campobasso    | 9,80092         | Livorno   | 9,80516         | Prato           | 9,80484         | Verbania      | 9,80544         |
| Caserta       | 9,80040         | Lodi      | 9,80491         | Ragusa          | 9,79769         | Vercelli      | 9,80465         |
| Catania       | 9,80040         | Lucca     | 9,80516         | Ravenna         | 9,80440         | Verona        | 9,80644         |
| Catanzaro     | 9,80002         | Macerata  | 9,80318         | Reggio Calabria | 9,80063         | Vibo Valentia | 9,79916         |
| Chieti        | 9,80237         | Mantova   | 9,80520         | Reggio Emilia   | 9,80414         | Vicenza       | 9,80643         |
| Como          | 9,80516         | Massa     | 9,80508         | Rieti           | 9,80264         | Viterbo       | 9,80294         |
| Cosenza       | 9,80120         | Matera    | 9,80072         | Rimini          | 9,80439         |               |                 |

### Gravità terrestre nel mondo
| Stato          | Città               | Gravità in m/s2 | Stato                 | Città             | Gravità in m/s2 |
| -------------- | ------------------- | --------------- | --------------------- | ----------------- | --------------- |
| Arabia Saudita | Riad                | 9,7904          | Messico               | Città del Messico | 9,7799          |
| Argentina      | Buenos Aires        | 9,7979          | Norvegia              | Oslo              | 9,8189          |
| Australia      | Sydney              | 9,7979          | Nuova Zelanda         | Wellington        | 9,8039          |
| Austria        | Vienna              | 9,8099          | Paesi Bassi           | Amsterdam         | 9,8129          |
| Belgio         | Bruxelles           | 9,8114          | Panama                | Città di Panama   | 9,7814          |
| Bolivia        | La Paz              | 9,7844          | Perù                  | Lima              | 9,7829          |
| Brasile        | Brasilia            | 9,7889          | Polonia               | Świder            | 9,8159          |
| Canada         | Montréal            | 9,8069          | Portogallo            | Lisbona           | 9,8009          |
| Canada         | Ottawa              | 9,8069          | Regno Unito           | Londra            | 9,8144          |
| Canada         | Toronto             | 9,8054          | Romania               | Bucarest          | 9,8054          |
| Canada         | Vancouver           | 9,8099          | Singapore             | Singapore         | 9,7814          |
| Cechia         | Praga               | 9,8114          | Spagna                | Madrid            | 9,8024          |
| Cile           | Santiago del Cile   | 9,7979          | Stati Uniti d'America | Anchorage         | 9,8189          |
| Cina           | Hong Kong           | 9,8099          | Stati Uniti d'America | Atlanta           | 9,7964          |
| Colombia       | Bogotà              | 9,7799          | Stati Uniti d'America | Boston            | 9,8039          |
| Corea del Sud  | Seul                | 9,7994          | Stati Uniti d'America | Chicago           | 9,8024          |
| Costa Rica     | San José            | 9,7829          | Stati Uniti d'America | Dallas            | 9,7949          |
| Cipro          | Nicosia             | 9,7979          | Stati Uniti d'America | Detroit           | 9,8039          |
| Danimarca      | Copenaghen          | 9,8159          | Stati Uniti d'America | Filadelfia        | 9,8024          |
| Ecuador        | Quito               | 9,7724          | Stati Uniti d'America | Los Angeles       | 9,7979          |
| Filippine      | Manila              | 9,7844          | Stati Uniti d'America | New York          | 9,8024          |
| Finlandia      | Helsinki            | 9,8189          | Stati Uniti d'America | San Francisco     | 9,7994          |
| Germania       | Düsseldorf          | 9,8129          | Svezia                | Stoccolma         | 9,8189          |
| Giappone       | Mishima             | 9,7979          | Svizzera              | Berna             | 9,8084          |
| Grecia         | Atene               | 9,8009          | Sudafrica             | Johannesburg      | 9,7919          |
| Guatemala      | Città del Guatemala | 9,7844          | Taiwan                | Taipei            | 9,7904          |
| Indonesia      | Giacarta            | 9,7814          | Tunisia               | Tunisi            | 9,7799          |
| Iraq           | Baghdad             | 9,7964          | Turchia               | Ankara            | 9,8024          |
| Kuwait         | Al Kuwait           | 9,7919          | Ungheria              | Budapest          | 9,8069          |
| Libano         | Beirut              | 9,7964          | Uruguay               | Montevideo        | 9,7964          |
| Marocco        | Rabat               | 9,7964          | Venezuela             | Caracas           | 9,7829          |
| Mauritius      | Port Louis          | 9,7859          |                       |                   |                 |

## Accelerazione di gravità nel sistema solare
| Pianeta  | Gravità in m/s2 | Pianeta | Gravità in m/s2 |
| -------- | --------------- | ------- | --------------- |
| Mercurio | 3,60            | Saturno | 10,43           |
| Venere   | 8,84            | Urano   | 10,04           |
| Marte    | 3,72            | Nettuno | 12,92           |
| Giove    | 24,87           | Plutone | 2,26            |

## Applicazioni
La costante di accelerazione gravitazionale terrestre trova inoltre grande impiego dal punto di vista fisico nello studio dei comportamenti dei corpi sottoposti a certe condizioni.

### Fattore di carico

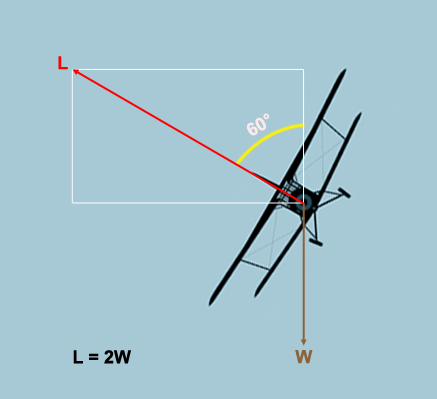
In volo livellato la portanza (L) è pari al peso (W). In una virata coordinata a 60° di sbandamento, la portanza è pari al doppio del peso (L = 2W) e il pilota è soggetto a un'accelerazione di 2 g. Maggiore è lo sbandamento, maggiore sarà il numero di g.

L'accelerazione standard {\displaystyle \mathbf {g} _{n}} è spesso usata come unità di misura tecnica. Non è in effetti una unità di misura accettata dal Sistema internazionale, ma è molto comoda nella quotidianità per dare un'idea pratica della grandezza di una accelerazione. In questo contesto il parametro tecnico "{\displaystyle \mathbf {g} _{n}}" viene indicato semplicemente con la lettera g, e utilizzata come unità di misura tecnica. Veniva in passato chiamata dai tecnici anche con l'espressione impropria di forza g. Viene impiegata così anche in campo aerospaziale, per esprimere le accelerazioni alle quali sono sottoposti i velivoli, i veicoli spaziali e gli eventuali passeggeri.
Con l'espressione colloquiale forza g utilizzata in aeronautica ci si riferisce invece al fattore di carico lungo l'asse verticale di un aeromobile, unità di misura delle accelerazioni a cui astronauti e piloti sono soggetti, moltiplicato per l'accelerazione di gravità terrestre, con simbolo appunto g.
La forza g non va quindi confusa con l'accelerazione di gravità sulla superficie terrestre. Nonostante il nome, non è una forza, ma una accelerazione; sebbene, nei casi di cui sopra sia una accelerazione relativa al riferimento considerato, determina una forza fittizia (es. la forza centrifuga). In questo contesto, quando ci si riferisce a "1 g" si indica un'accelerazione pari all'accelerazione di gravità media misurata sulla Terra.
Una persona normale mediamente riesce a sopportare accelerazioni verticali di circa 5 g positivi e 2÷3 g negativi. Per g positivo si intende una accelerazione che produce lo stesso effetto soggettivo causato dalla gravità terrestre su un soggetto in posizione eretta; questo effetto è prodotto da una accelerazione nel senso che va dai piedi verso la testa, quindi di senso contrario alla forza di gravità cui si è soggetti stando in piedi. Per g negativi si intendono accelerazioni ed effetti soggettivi di senso inverso. I g positivi, quindi, causano il deflusso del sangue dalla testa verso i piedi, i negativi viceversa. Si calcola che un'accelerazione di 5 g, se prolungata per vari secondi, provochi perdita di conoscenza e valori superiori possono danneggiare il corpo umano anche mortalmente, se non adeguatamente protetto. A valori critici di g negativi infatti uno dei primi effetti è che il campo visivo diventa rosso, a causa del maggiore apporto di sangue nei capillari nei globi oculari dovuta all'aumento della pressione sanguigna.
Con la combinazione di speciali tute anti-g e di forze applicate ai muscoli per tenerli in tensione, entrambi con lo scopo di ridurre il deflusso sanguigno dal cervello, i piloti moderni possono sopportare oltre 10 g positivi (100 m·s−2). La resistenza a "g negativi" rimane invece molto inferiore, e comunque nell'intervallo fra i 2 e i 3 g.
L'accelerazione standard g0 è usata anche in campo automobilistico. In particolare, si usa per esprimere le accelerazioni che agiscono sul veicolo in curva, accelerazione, frenata, e per l'analisi delle collisioni.

## Misurazione

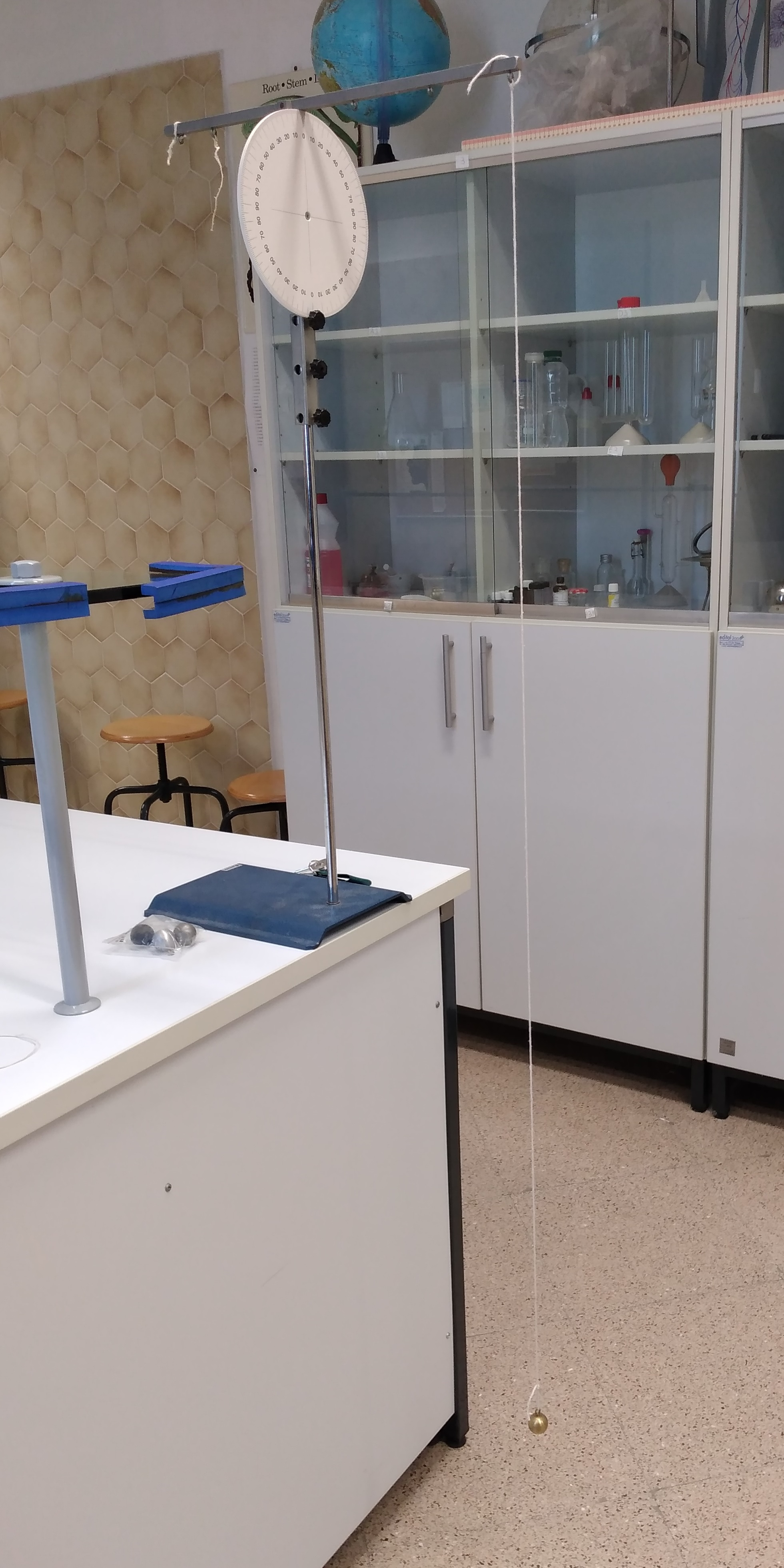
Pendolo semplice (laboratorio). Semplice apparato per verificare l'isocronismo delle piccole oscillazioni del pendolo e determinare il valore dell'accelerazione di gravità locale.

L'accelerazione di gravità sulla Terra si può anche misurare localmente in modo indiretto servendosi di un pendolo, a patto che ci si limiti a misurare il periodo T del pendolo stesso per piccole oscillazioni. Per le piccole oscillazioni, infatti, vale la formula del pendolo matematico (il più semplice):
{\displaystyle T=2\pi {\sqrt {\frac {l}{g}}}}
La legge di oscillazione è dunque indipendente dalla massa e, nell'ipotesi di piccoli angoli (tipicamente, non superiori a 10°), si riduce a un oscillatore armonico, indipendente quindi anche dall'ampiezza dell'oscillazione.
Dalla relazione precedente è, dunque, possibile determinare, con un apparato di laboratorio come quello in foto, misurato il periodo T di una singola oscillazione e la lunghezza l del pendolo, il valore di g, che rappresenta la stima del valore dell'accelerazione di gravità del lungo in cui viene eseguita la misura sperimentale, ovvero:
{\displaystyle g={\frac {4\pi ^{2}l}{T^{2}}}}
Al fine di ridurre gli errori di misura del periodo T, è bene misurare il tempo necessario all'apparato per compiere un cospicuo numero di oscillazioni (tipicamente dieci-quindici oscillazioni, dopo aver fatto compiere al pendolo alcune oscillazioni iniziali non cronometrate), ripetere più volte la misura e, quindi, dividere il tempo medio misurato per le n oscillazioni per il numero di oscillazioni stesse, determinando così il tempo necessario per una singola oscillazione, che rappresenta, appunto, il periodo T del pendolo considerato.